# Negovan Crag
Der Negovan Crag (bulgarisch Неговански камък Negowanski kamak) ist ein 760 m hoher Berg auf der Trinity-Halbinsel des Grahamlands im Norden der Antarktischen Halbinsel. Er ragt 2,3 km östlich des Mount Reece, 9,48 km südlich des Mount Daimler, 8,6 km nordöstlich des Mount Bradley und 5,55 km westnordwestlich des Pitt Point in den Kondofrey Heights auf. Der Victory-Gletscher liegt nördlich, die Chudomir Cove südöstlich von ihm.
Deutsche und britische Wissenschaftler nahmen 1996 seine Kartierung vor. Die bulgarische Kommission für Antarktische Geographische Namen benannte ihn 2010 nach der Ortschaft Negowan im Westen Bulgariens.